# Palicus alternatus
Palicus alternatus är en kräftdjursart som beskrevs av M. J. Rathbun 1897. Palicus alternatus ingår i släktet Palicus och familjen Palicidae. Inga underarter finns listade i Catalogue of Life.